# انتاناس میکناس
انتاناس میکناس (انگلیسی: Antanas Mikėnas; ۲۴ فوریهٔ ۱۹۲۴ – ۲۳ سپتامبر ۱۹۹۴) ورزشکار دو و میدانی، و استاد دانشگاه اهل لیتوانی بود.
وی همچنین برندهٔ جوایزی همچون نشان پرچم سرخ کار شده‌است.